# Трећа битка за Харков
Трећа битка за Харков се водила у периоду између 19. фебруара и 15. маја 1943. године. Офанзиву је предводила Немачка Група армија Југ, и резултат те офанзиве је да је Немачка војска уништила 52 Совјетске дивизије и заузела градове Харков и Белгород. Ова битка се сматрала последњом победом Немачке на Источном фронту. Након завршетка битке, новоосвојена територија је искоришћена као положај за покретање офанзиве која се завршила битком код Курска.

## Стање на фронту пред битку
Битка за Стаљинград се завршавала почетком фебруара 1943. након чега су Совјети организовали офанзиву под називом Операција Звезда. Офанзиву је организовао генерал Филип Голиков који је командовао Вороњешким фронтом. Циљеви офанзиве су били ослобађање Харкова и Курска, ослобађање Украјине и уништавање 75 Немачких дивизија које су је браниле. Истовремено су знали да је немачка 6. армија заробљена у Стаљинградском џепу.

## Совјетска офанзива и ослобађање Харкова

### Совјетска офанзива и припремање напада на Харков
Офанзиву су предводила 4 тенковска корпуса под командом генерала Маркијана Попова, а у одбрани града су се налазиле група армија Б и Дон. Први ударац је нанела Совјетска 40. армија под командом генерала Кирила Москаленка, која је пробила мађарску 2. армију по левом боку. Пукотину у одбрани је затим искористила Совјетска 3. тенковска армија под командом генерала Павела Рибалка, која се пробила иза леђа мађарском 7. корпусу, и италијанском Алпском корпусу. Цео фронт се распао, а остатак Совјетских снага је ускоро напредовао.
До краја јануара, рупа која је направљена у Немачком фронту је постала широка 230 километара, и протезала се између Вороњежа и Ворошиловграда. Совјети су 25. јануара свој напад усмерили северно, и 40. и 13. армија под командом генерала Николаја Пухова су предводиле тај напад. До 28. јануара, Немачка 2. армија из састава Трећег корпуса се нашла окруженом након што су Совјетске снаге пробиле њихове положаје на слабом јужном крилу.
У међувремену, новоформирани 2.СС панцер корпус, који је стигао из Француске, је поставио свој штаб у Харкову. У склопу тог корпуса су биле 1. СС оклопна дивизија Телесна гарда Адолфа Хитлера и 2. СС оклопна дивизија Рајх. Након почетних успеха, Харков је ослобођен 16. фебруара. Хитлера је разбеснео губитак града и брзо је пребачен на фронт авионом, где се састао са командантом Немачких трупа Ерихом фон Манштајном да размотре тренутну ситуацију.
Хитлер је одмах желео да организује контраофанзиву којом би повратио Харков, али је команду предао Манштајну када су се Совјетске снаге приближиле штабу Групе армија Југ. Манштајн није желео да организује офанзиву против централног дела Совјетског фронта, већ му је план био да нападне бокове у тренутку када они буду превише развучени преко линије фронта.
Одбрамбени положаји групе армија Б, који су били постављени јужно од реке Северски Доњец су уништени до 1. фебруара. Совјети су брзо организовали брзопокретну групу под командом генерала Попова, чији је циљ био да искористе отварање процепа ширине 40 километара у Немачким редовима. Остаци јединица које су чиниле групу армија Б су предати под команду генерала Хуберта Ланца. Њихов задатак је био да сачувају Харков и да штите северни део Групе армија Дон.
Совјети су 5. фебруара ослободили Изјум, и кренули су у напад на Групу армија Дон са њене задње стране. Друга фаза Совјетског напада отпочела је 2. фебруара. Вороњешки фронт је послао две армије да нападну Курск и Обојањ, и три армије на Харков (40, 69 и 3 тенковску армију). 40. армија је требало да нападне северозападно од Харкова, 69. у правцу Вовчанска, а 3. тенковска би напала из правца југозапада. У овим фазама операције Совјетске снаге су већ почеле да осећају недостатак снаге, и успорили су своје напредовање. 3. тенковска армија је до реке Доњец стигла тек 4. фебруара. Северну обалу реке је бранила 1. СС дивизија, и кад су је Совјети напали, доживели су пораз и били су лако одбачени уз велике губитке.
На северу, 40. армија је заузела Белгород 9. фебруара, одакле је натерала на повлачење Немачку 169. дивизију. Након тога, Совјети су направили мостобран на реци Доњец. 69. армију је задржао јак отпор Панцергренадирске дивизије Гросдојчланд, и Совјетска армија је свој задатак испунила 4. фебруара.

### Борба за Харков
Након губитка Белгорода, генерал Ланц је наредио повлачење источно од Харкова, да би се избегло опкољавање. 1. и 2. СС дивизија су се приближиле Харкову, док је дивизија Гросдојчланд заузела одбрамбене положаје на путу који је повезивао Харков и Белгород. За то време 168. дивизија је наставила повлачење.
Совјетске снаге су наставиле да се крећу ка Харкову, и 9. фебруара 3. тенковска армија је коначно прешла Доњец. Њу је пратио 12. тенковски корпус. Те јединице су напале положаје које је бранила 1. СС дивизија. Напредовање Совјета је успорено због јаког отпора Немаца и у периоду између 11. и 14. фебруара су напредовали између 5 и 10 километара.
1. СС дивизија је 14. фебруара почела директну одбрану града и то у њеном индустријском делу. Против ње су били ангажоване 48. пешадијска гардијска дивизија, 160. пешадијска дивизија и 15. тенковски корпус. Немци су зауставили напредовање Совјета са истока, али прави ударац је дошао са севера. Дивизије Гросдојчланд и 168. су се повлачиле из Белгорода. 4. тенковски корпус је пробио немачке одбрамбене линије и напредовао до јединица које су браниле север града.
У међувремену, генерал Ланц је наредио да се изврши контраудар да би тиме помогао одбрану Харкова. Али 11. фебруара 1. и 2. СС дивизија нападају у правцу југоистока напредујући 35 километара за три дана, али са мало контакта са непријатељем. Против њих је била постављен 6. коњички корпус, који је због своје брзине избегао јачи контакт са немачким снагама. Али до 15. фебруара, Немци су поразили 6. коњички корпус, након чега се враћају ка Харкову.
14. фебруара ССовци су јурили Совјетску коњицу по снегу, а дивизија Гросдојчланд је трпела велике губитке због напада Совјетске 40. армије, која је напредовала преко пруге која је повезивала Белгород и Харков. 183. пешадијска дивизија је напредовала до северних предграђа Харкова, и пратиле су је још две дивизије. Остатак 40. армије се пребацио југозападно од Харкова и уз помоћ 3. тенковске армије су успеле да отворе пролаз за улазак и излазак из Харкова, широк 8 километара.
Немци су још увек држали град, али су Совјети брзо напредовали. Дивизија Гросдојчланд држала је запад, 2. СС дивизија север, а делови 1. СС дивизије били су постављени југоисточно. Хитлерово наређење је било да се Харков сачува по сваку цену. Хаусер, који је командовао СС јединицама у Харкову, се плашио да би јединице стациониране у граду могле бити одсечене. Послао је захтев за повлачење у штаб генерала Ланца 14. фебруара. Није добио одговор, након чега је на своју руку наредио повлачење. Сат времена након његовог наређења, позвао га је Ланц и поновио Хитлерово наређење. Сат времена касније је опет поновио исто наређење, након чега је Хаусер наредио својим трупама да бране град до последњег човека.
Ујутро 15. фебруара, Совјети су покренули коначни напад на Харков. Јединице су покуљале у град, и до средине дана, коридор којим би Немци могли да се повуку се смањио на нешто више од километар. Упркос Хитлеровим наређењима Ланц је наредио деловима СС јединица да почну да напуштају град. Прво се повукла 2. СС дивизија из предграђа на северу, а њихове положаје је брзо заузела совјетска 69. армија. СС панцергренадири су се брзо упустили у тешке уличне борбе против 15. тенковског корпуса и 160. пешадијске дивизије. Хаусер није желео да изгуби све јединице, па је око један сат наредио повлачење из Харкова, пре затварања коридора који се могао искористити за повлачење. Совјети су наставили напредовање, и до 16. фебруара су заузели град.
Немци су по први пут изгубили контролу над Харковим. Хитлер је за пораз оптужио генерала Ланца, упркос томе што је генерал Хаусер одбио да изврши његово наређење. Хаусер је остао командант СС јединица, а на место Ланца је доведен генерал Вернер Кемпф.

## Период затишја

### Немачко планирање напада на Харков
Хитлер се 17. фебруара пребацио у Манштајнов штаб, који се налазио у Запорожју, удаљен само око 45 километара од совјетских јединица. Манштајн је убедио Хитлера да тренутни приоритет није враћање Харкова под контролу, већ заустављање совјетског напредовања у југ града. Армијска група под командом генерала Кемпфа је била у опасности да буде одсечена од остатка Групе армија Југ. Нападе је вршила совјетска 3. тенковска армија, 1. гардијска армија и брзопокретну група Попова. Они су напредовали у правцу југозапада кроз процеп који је водио ка реци Дњепар.
Манштајнов план је био да Херман Хотова 4. оклопна армија буде послата на положаје северно и да ојача јединице под командом генерала Кемпфа. Њихов циљ би био да зауставе две совјетске армије, 3. тенковску и 1. гардијску. Хот је на располагању имао 2. СС, 3. СС дивизију, као и 48. панцер корпус, у чијем склопу су се налазиле 6. и 17. панцер дивизија. Док је Хот зауставио напредовање према Дњепропетровску, Макензенова 1. оклопна армија би напала брзопокретну групу Попова из правца севера.

## Нова немачка офанзива

### Борбе око Харкова
Офанзива је почела 19. фебруара, нападом 2. СС дивизије којим су заобишли Полтаву, и наступајући правцу града Новомосковск, који је заузет 20. фебруара. Следећег дана офанзива је настављена у правцу града Павлограда, чиме се отварала могућност напада Совјета са бока. Овим нападима су одсечене совјетске јединице у офанзиви, чиме су неке јединице остале заробљене јужно од реке Самаре. До 22. и 23. фебруара ова јединица је уништила више совјетских јединица током напада у правцу севера, него током напада преко реке Самаре.
Почетна офанзива је представљала потпуни успех, и Манштајн је био задовољан. Следећа фаза у операцији је била да он пошаље своје две оклопне армије против Вороњешког фронта који се налазио на улазу у Харков. Совјетске снаге које је требало да им се супротставе нису имале довољно горива и осталих залиха. За два дана Немачке снаге су одбациле брзопокретну групу Попова и 1. гардијску армију које су се налазиле у Барвенкову.
Време је сад представљало највећи проблем за Немце. Стизало је пролеће које би путеве брзо претворило у блато, што би отежало кретање. Манштајн је наредио Хотовој 4. оклопној армији да нападне у правцу Харкова, а Макензенова 1. оклопна армија да крене у правцу истока према реци Доњец. Ова офанзива је почела 1. марта, и обе армије су постигле изузетне резултате. До 5. марта, 4. оклопна армија је напредовала 60 километара, и сад је била само 12 километара удаљена од Харкова. СС панцер корпус је наишао на мало озбиљнији отпор, када им је у сусрет послата 3. тенковска армија. ССовци су међутим убрзо опколили 3. пешадијске и 3. тенковске бригаде.
3. СС дивизија је 5. марта очистила џеп од совјетских јединица, док је 1. СС дивизија 6. марта направила мостобран нар реци Мош, чиме се отворио пут према Харкову. На истоку, 1. оклопна армија је осигурала већи део реке Доњец, остављајући совјетима само неколико места са којих су могли да се повуку.
Хот и Манштајн још нису били сигурни да ли да нападну Харков, јер им је пролећно време отежавало ситуацију. 7. марта је наишао хладан талас, који је смрзао блато, што је омогућило брже кретање. Офанзива је настављена. Наставак плана је захтевао да 4. оклопна армија заузме положај на западној страни Харкова, и да направи заједнички фронт са армијама генерала Кемпфа. СС панцер корпус је имао задатак да пресече совјетску линију комуникације на западу, пре пребацивања на положаје северно од Харкова, чиме би град био опкољен.
До 9. марта СС оклопни корпус је са дивизијом Гросдојчланд стигли до западних делова Харкова. Три совјетске армије су им се налазиле на путу, и то 69. и 40. мјешовите и 3 тенковска, која је бранила сам град. Генерал Рибалко је командовао 3. тенковском армијом, док је у самом граду на располагању имао још 1. и 2. тенковски корпус, као и 48. 104. 305. и 307. стрељачку дивизију.
Иако је Хот наредио да се не улази у град, СС панцер корпус је био мотивисан да се освети за претходни пораз. Хаусер је искористио двосмисленост наређења, која су гласила да се град заузме само ако се створи лака могућност за упад у град. План за напад је направио 9. марта, а сам напад је почео дан касније.

## Битка за Харков
У 4. ујутро, 11. марта Јозеф Дитрих, командант 1. СС дивизије, организовао је напад у четири правца која су водила у Харков. Генерал Теодор Виш, који је под командом имао две борбене групе, напредовао је са обе стране пруге Белгород-Краков. Борбена група Сандиг је брзо наишла на чвршћи отпор у виду комбинованих пешадијско-тенковских јединица, опремљених тенковима Т-34. Ускоро су позване Штуке да помогну у уништавању тенкова, у чему им је помогао вод немачких ловаца на тенкове. Панцергренадири су споро напредовали, због јаког отпора тенковских јединица. Панцергренадири су коначно успели да се пробију у град, када је једна њихова чета напала са бока совјетске истурене положаје. Група под командом Хуга Краса је око 3 сата ујутро упала у предграђе Алексајевка.
Снаге под комадном генерала Фрица Вита су напредовале северно у односу на пут Белгород-Харков. Пре него што су успели да се пробију град, суочили су се са совјетским противударом који је долазио из правца Харковског аеродрома. Они су одбили тај напад, и том приликом уништили више тенкова Т-34. Током поподнева су ушли у предграђе Харкова.
Борбена група под командом генерала Курта Мајера се приближила граду са његове североисточне стране. Њихов задатак је био да обезбеде источне прилазе граду и путеве ка Рогану и Чугујеву. Брзо су наишли на непријатеље, који су им уништили тенк који је предводио напад. Немци су успели да пробију совјетску линију и да се укопају, јер им је понестајало горива. Суочили су се са бројним ударима совјетских јединица које су покушавале да се пробију из обруча на источну страну.
На западу, 2. СС дивизија је почела напад у 8 сати. Борбена група Хармел је морала да се бори све време док је напредовала путем, али до 16 часова су стигли до предграђа Харкова. Ту их је зауставио дубоко ископани противтенковски ров, који је био брањен противтенковским топовима и артиљеријом. Остатак 2. СС дивизије се борио јужно од Харкова, и успели су да одсеку део Совјетских снага са пута ка Мерефу.
Током ноћи између 11. и 12. марта, Борбена група Хармел је послала пионирску јединицу да пређе противтенковски ров и да обезбеди куће које су се налазиле на другој страни рова. Браниоци су били потпуно изненађени и брзо савладани. Том приликом су заузети сви противтенковски топови на том положају. Пошто је обезбеђен пролаз преко рова, Борбена група је наставила да напредује према центру Харкова. До јутра су стигли у близину главне железничке станице.
1. СС дивизија је наставила офанзиву у град 12. марта. Борбена група Сандиг је пробила положаје бранилаца рано ујутру, и у року од неколико сати је стигла са северне стране до главне железничке станице. До вечери су потпуно заузели станицу.
Борбена група Крас је наставила свој напад на Алексајевку, где су пробили совјетске положаје користећи артиљерију и ракете. Совјети су почели да се повлаче, али их је Борбена група пратила у стопу. Јурњава се претворила у борбу за сваку кућу у предграђима Лисаја Гора и Павловка. Панцергренадири су из тих борби изашли као победници. Борбене групе Сандиг и Крас су поставиле одбрамбене положаје дуж Катаринолавске улице.
На северу, Борбена група Вит се поделила у мање групе, величине чете, где је сваку подржавао бар један тенк. Напредовали су кроз град и учествовали у жестоким уличним борбама, и до вечери су били удаљени само два блока од Трга Дзержински. Хансен је поделио своје снаге у два дела и опколио трг. До краја дана, упркос губицима направљеним од стране снајпериста, трг је био осигуран. На источном делу трга се повезао са Борбеном групом Вит. Оклопне јединице под командом Јоахима Пајпера су се сусреле са Хансеновим снагама. Након тога, Пајперова јединица је напала мост који је ишао преко реке Харков, и настављао се на Московску авенију.
Борбена група Мајер је за то време осигурала путеве ка Рогану и Волшанску на истоку града. Поставили су одбрамбене положаје на раскрсници тих путева, и током дана су одбили много совјетских удара.
Борбена група Вит је 13. марта је напустила своје положаје на тргу Дрержински и напредовала према реци Харков. Совјетски отпор је био тврђи, и Вит је имао проблема да пробије њихове одбрамбене положаје. Било је доста митраљеских гнезда и противтенковских топова, а сваки пролаз између зграда се користио да се ту укопа тенк. Сваки блок је морао бити очишћен зграду по зграду, уз масовно коришћење артиљерије.
Батаљон под командом генерала Фреја се померила са својих положаја на Харковском аеродрому према северном делу града, притом прелазећи реку Харков. Затим су напредовали према центру града користећи Волшански пут, са намером да спрече повлачење совјетских јединица из центра града. Пајперове јединице су до поднева утврдиле мостобран и осигурале прилаз Московској авенији. До 13 часова су се сусрели са Борбеном групом Мејер на раскршћу путева ка Волшанску и Чугујеву. Борбена група Крас је је прешла преко Пајперовог мостобрана и напредовала кроз Михајловску улицу, док је Борбена група Сандиг установила још један мостобран у Торговачкој улици.
До краја дана. 2. СС дивизија је напустила Харков, осим батаљона панцергренадира који је наставио да чисти југозапад града, где нису наилазили на значајнији отпор.
Жестоке борбе за сваку кућу су обележиле последњи дан битке за Харков. Борбена група Вит је очистила простор северно од пута ка Чугујеву, Вишове снаге су наставиле да напредују ка југу, док су Мајерове јединице напредовале самим путем. До вечери су имали пуну контролу над Харковим. СС панцер корпус је 18. марта је напао дуж пруге Харков-Белгород, и требало им је укупно четири сата да заузму цео Белгород и да потисну совјетску 69. армију која га је бранила. Совјетски отпор је срушен, и армије које су чиниле Вороњешки фронт су се повукле на одбрамбене положаје на источној обали реке Доњец.

## Резултати битке
Током треће битке за Харков уништене су 52 совјетске дивизије, и губици у људству су били око 45.300 убијених и несталих и 41.200 рањених са совјетске стране. Након освајања Белгорода, снаге под Манштајновом командом су биле преморене, а и временски услови им нису ишли на руку. Манштајн је због тога, код Белгорода зауставио офанзиву, и није могао да напредује ка Курску, што му је на почетку био циљ. Сама битка за Харков је била само припрема за велику битку код Курска, која се догодила током наступајућег лета.